# دسته‌ای از مارسی
دسته‌ای از مارسی (به فرانسوی: La Scoumoune) همچنین با عنوان: بدشانس نیز شناخته می‌شود. یک فیلم سینمایی فرانسوی به کارگردانی ژوزه جووانی با بازی ژان-پل بلموندو، کلودیا کاردیناله و میشل کنستانتن محصول سال ۱۹۷۲ است. این فیلم اقتباسی از رمان جیووانی است.
این فیلم بازسازی یک فیلم فرانسوی ۱۹۶۱ به نام مردی بنام روکا به کارگردانی ژان بکر که براساس رمان ژوزه جووانی و بازی بلموندو در همان قسمت ساخته شده‌است.

## داستان
در اواسط دهه ۱۹۳۰، روبرتو لالا روکا (ژان-پل بلموندو) به مارسی می‌آید تا به دوست خود، کمک کند. ولی او ناخواسته درگیر باندهای مختلف تبهکاران می‌شود. و در نتیجه به جرم قتل چند نفر از اعضای باند دچار مشکلاتی غیر عادی می‌شود و ...

## بازیگران
- ژان-پل بلموندو: روبرتو بورگو
- کلودیا کاردیناله: جورجیا ساراتوف
- میشل کنستانتن: خاویر ساراتوف
- انریکه لوسرو: میگلی
- آلن موتت: فیسل
- میشل پیرلون: شارلوی خوش تیپ
- فیلیپ بریزارد: فنفان
- آلدو بوفی لندی: ویلانووا
- ژاک دباری: کارل
- ژرار دوپاردیو: سرقت
- مارک ایراد: بوناونتور
- آندریا فریول: روسپی عصبانی
- آنری ویلبر: گراویل
- ژاک ریسپال: موسیو دوبوآ
- نیکولاس وگل: گرگور
- ژان-کلود میشل: وکیل
- دومینیک زاردی: محکوم
- پی‌یر کوله: مدیر زندان
- لوچانو کاتناچی